# Джонс, Джилл (кёрлингистка)
Джилл Джонс (англ. Jill Jones; род. 1975) — американская кёрлингистка.
В составе женской сборной США участница чемпионата мира среди женщин 1992 (стали серебряными призёрами). Чемпионка США среди женщин, чемпионка США среди смешанных команд, дважды чемпионка США среди юниоров, в составе юниорской женской сборной США участница двух чемпионатов мира среди юниоров (высшее занятое место — пятое).

## Достижения
- Чемпионат мира по кёрлингу среди женщин: серебро (1992).
- Чемпионат США по кёрлингу среди женщин: золото (1992)[2].
- Чемпионат США по кёрлингу среди смешанных команд: золото (2000).
- Чемпионат США по кёрлингу среди юниоров: золото (1989, 1991).

## Команды
| Сезон                                          | Четвёртый     | Третий          | Второй          | Первый      | Запасной          | Турниры                         |
| ---------------------------------------------- | ------------- | --------------- | --------------- | ----------- | ----------------- | ------------------------------- |
| 1988—89                                        | Эрика Браун   | Трейси Земан    | Shellie Holerud | Джилл Джонс | Дебби Генри (ЧМЮ) | ЧСШАЮ 1989 · ЧМЮ 1989 (6 место) |
| 1990—91                                        | Эрика Браун   | Джилл Джонс     | Shellie Holerud | Дебби Генри |                   | ЧСШАЮ 1991 · ЧМЮ 1991 (5 место) |
| 1991—92                                        | Лиза Шёнеберг | Эми Хэттен-Райт | Лори Маунтфорд  | Джилл Джонс |                   | ЧСШАЖ 1992 · ЧМ 1992            |
| Кёрлинг среди смешанных команд (mixed curling) |               |                 |                 |             |                   |                                 |
| 1999—00                                        | Крейг Браун   | Эрика Браун     | Джон Брант      | Джилл Джонс |                   | ЧСШАСК 2000                     |

(скипы выделены полужирным шрифтом)